# Michaelus hewitsoni
Michaelus hewitsoni är en fjärilsart som beskrevs av Kirby 1871/77. Michaelus hewitsoni ingår i släktet Michaelus och familjen juvelvingar. Inga underarter finns listade i Catalogue of Life.